# Мејплтаун (Северна Дакота)
Мејплтаун (енгл. Mapleton) град је у америчкој савезној држави Северна Дакота.

## Демографија
По попису из 2010. године број становника је 762, што је 156 (25,7%) становника више него 2000. године.
| Група             | 2000.       | 2010.       |
| Белци             | 592 (97,7%) | 703 (92,3%) |
| Афроамериканци    | 1 (0,2%)    | 26 (3,4%)   |
| Азијати           | 0 (0,0%)    | 0 (0,0%)    |
| Хиспаноамериканци | 12 (2,0%)   | 27 (3,5%)   |
| Укупно            | 606         | 762         |